# Bangalore Football Stadium
Bangalore Football Stadium – stadion piłkarski w Bengaluru, stolicy stanu Karnataka w południowych Indiach. Obiekt może pomieścić 15 000 widzów. 
Swoje spotkania rozgrywa na nim drużyna Hindustan Aeronautics Limited SC. Stadion był jedną z aren młodzieżowych Mistrzostw Azji 2006. Rozegrano na nim dwa spotkania fazy grupowej turnieju.